# Ettore Del Vecchio
Ettore Del Vecchio (Ancona, 7 aprile 1891 – Torino, settembre 1971) è stato un matematico italiano.

## Biografia
Laureatosi in matematica presso l'Università di Torino nel 1914, due anni dopo divenne assistente di Enrico D'Ovidio presso lo stesso ateneo.
Passò quindi all'insegnamento medio (prima all'Istituto industriale di Novara e poi a quello di Torino). Libero docente di Matematica finanziaria dal 1933, nel 1935 era diventato professore straordinario di Matematica generale e finanziaria presso la “R.Università di Economia e Commercio” di Trieste, dove già prima era stato professore incaricato. Fu espulso dall'Università dopo le infami leggi razziali fasciste del 1938.
Finita la guerra negli anni successivi insegnò Matematica finanziaria presso la facoltà di Economia e Commercio dell'Università di Genova fino al pensionamento.
La sua produzione scientifica riguardava le equazioni differenziali paraboliche del 3º ordine e argomenti vari della matematica finanziaria

## Fonti
- Ettore Del Vecchio, in Biografie di matematici italiani, PRISTEM (Università Bocconi) (archiviato dall'url originale il 30 maggio 2009).

| Controllo di autorità | VIAF (EN) 305300841 · SBN MILV061894 · LCCN (EN) no2006072690 · GND (DE) 1159101450 · CONOR.SI (SL) 175361891 |